# Daïra de Baraki
La daïra de Baraki est une daïra de la wilaya d'Alger dont le chef-lieu est la ville éponyme de Baraki.

## Walis délégués
Le poste de wali délégué de la wilaya déléguée de Baraki a été occupé par plusieurs personnalités politiques nationales depuis sa création.
| N° | Wali délégué               | Début             | Fin               |
| -- | -------------------------- | ----------------- | ----------------- |
| 01 | Abderrahmane Boubekeur     | 2 août 1997       | 13 août 2000      |
| 02 | Mokhtar Nehal              | 13 août 2000      | 16 août 2001      |
| 03 | Aïssa Kaïd                 | 16 août 2001      | 11 août 2005      |
| 04 | Mohamed Lebka              | 11 août 2005      | 30 septembre 2010 |
| 05 | Slimane Zergoune           | 30 septembre 2010 | 4 mars 2013       |
| 06 |                            |                   |                   |
| 07 | Mohamed Dahmani            | 3 juin 2014       | 2015              |
| 08 | Chérif Boudour             |                   | 7 avril 2021      |
| 09 | Fethi Bouzaid              | 7 avril 2021      | 20 février 2023   |
| 10 | Mohamed Lamine Benchaoulia | 20 février 2023   | en cours          |

## Communes
La daïra de Baraki est constituée de trois communes :
1. Baraki : 115.016 habitants
2. Les Eucalyptus : 105.502 habitants
3. Sidi Moussa : 48.328 habitants

## Institut national de recherche forestière
Cette daïra abrite la station de recherche forestière de Baraki rattachée à l'Institut national de recherche forestière.